# Первомайский сельский округ (Московская область)
Первомайский сельский округ — упразднённая административно-территориальная единица, существовавшая на территории Наро-Фоминского района Московской области в 1994—2006 годах.
Первомайский сельсовет был образован в 1929 году в Краснопахорском районе Московского округа Московской области путём объединения Ивановского и Милюковского с/с бывшей Десенской волости Подольского уезда Московской губернии.
17 июля 1939 года к Первомайскому с/с был присоединён Рогозининский сельсовет (селения Кривошеино, Плещеево и Рогозинино), а также селения Верховье и Горчаково Уваровского с/с. Одновременно из Первомайского с/с в Уваровский были переданы селения Бараново-Архангельское и Милюково.
4 июля 1946 года Краснопахорский район был переименован в Калининский район.
14 июня 1954 года к Первомайскому с/с были присоединены Уваровский и Ширяевский с/с.
11 апреля 1955 года из Первомайского с/с в административное подчинение рабочему посёлку Троицкий были переданы территории посёлков дома отдыха «Красная Пахра», ДСК «Советский писатель», детского городка Управления делами Совета министров СССР, посёлка комитета по строительству Совета министров РСФСР и пионерского лагеря спецсвязи.
7 декабря 1957 года Калининский район был упразднён и Первомайский с/с был передан в Ленинский район.
28 июля 1960 года Ленинский район был упразднён, в связи с чем Первомайский с/с был передан в Наро-Фоминский район.
20 августа 1960 года к Первомайскому с/с были присоединены селения Бурцево, Голенищево, Кнутово, Кончеево, Марьино, Середнево, Староселье и Харьино Филимонковского с/с Ульяновского района.
30 декабря 1962 года Наро-Фоминский район был упразднён и Первомайский с/с вошёл в Звенигородский сельский район. 11 января 1965 года Первомайский с/с был возвращён в восстановленный Наро-Фоминский район.
21 мая 1965 года из Первомайского с/с в Филимонковский с/с Ленинского района были возвращены селения Березки, Бурцево, Голенищево, Кнутово, Кончеево, Марьино, Середнево, Староселье и Харьино.
3 февраля 1994 года Первомайский с/с был преобразован в Первомайский сельский округ.
22 июля 2004 года в Первомайском с/о посёлок Ремзавод был присоединён к посёлку Птичное, а посёлок Фрунзенец и деревня Мамыри переданы в черту города Апрелевка.
В ходе муниципальной реформы 2004—2005 годов Первомайский сельский округ прекратил своё существование как муниципальная единица. При этом все его населённые пункты были переданы в сельское поселение Первомайское.
29 ноября 2006 года Первомайский сельский округ исключён из учётных данных административно-территориальных и территориальных единиц Московской области.